# Amunicja strzelecka

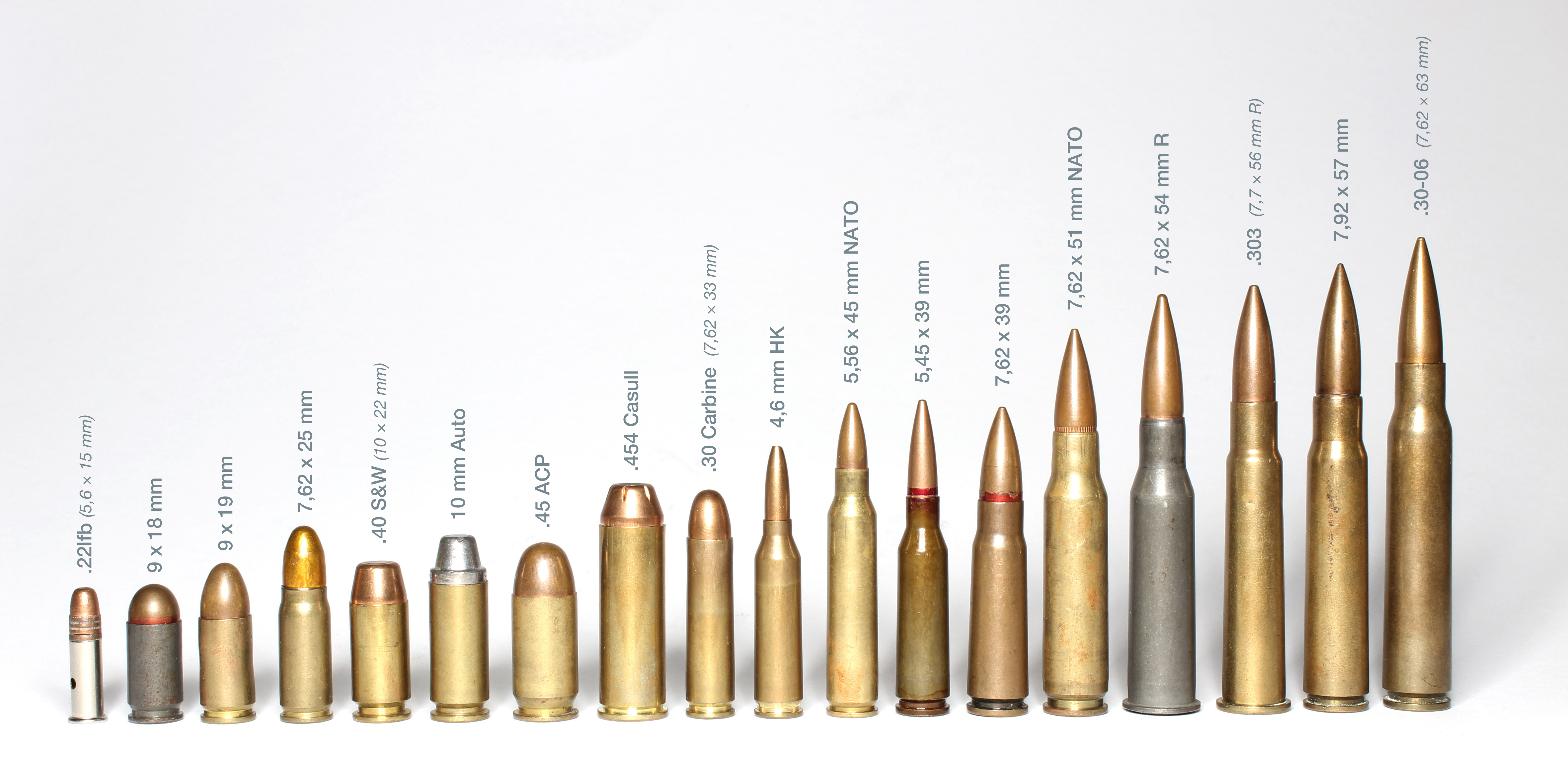
Przykłady różnych typów amunicji strzeleckiej

Amunicja strzelecka – rodzaj amunicji przeznaczonej do wystrzeliwania z broni strzeleckiej (naboje pistoletowe, pośrednie, karabinowe), a także granaty ręczne i nasadkowe, oraz amunicja do granatników.

## Podział
Główne typy amunicji strzeleckiej:
- bojowa
- ćwiczebna
- szkolna

Pod względem stosowanych pocisków:
- zwykła
- przeciwpancerna
- smugowa
- kombinowane (np. przeciwpancerno-zapalająco-smugowa)

Pod względem przeznaczenia:
- wojskowa
- sportowa
- myśliwska
- szkolna